# Rainer Podlesch
Rainer Podlesch (né le 4 novembre 1944 à Dobbertin) est un ancien coureur cycliste amateur allemand, double champion du monde de demi-fond amateur. Il est le père du stayer Carsten Podlesch (champion du monde amateur et professionnel de demi-fond) et le frère de l'entraîneur Karsten Podlesch.

## Biographie
En tant que membre de l'équipe d'Allemagne de l'ouest de poursuite par équipes, il obtient la médaille de bronze aux championnats du monde amateurs de 1967 à Amsterdam (avec Karl Link, Jürgen Kissner et Karl-Heinz Henrichs) et participe aux Jeux olympiques de Mexico en 1968 (avec Link, Kissner, Jürgen Colombo et Udo Hempel). Il ne participe à la finale car il a été remplacé après le premier tour par Kissner pour cause de blessure.
Il participe à l'épreuve du 100 km contre-la-montre par équipes aux Jeux olympiques de Munich en 1972 où l'équipe ouest-allemande termine 20e.
Il acquiert ses principaux succès en demi-fond, remportant notamment le championnat du monde amateur deux fois, en 1978 et 1983.

## Palmarès sur piste

### Jeux olympiques
- Mexico 1968
  -  Médaillé d'argent de poursuite par équipes (avec Jürgen Kissner, Udo Hempel, Karl-Heinz Henrichs et Karl Link)

### Championnats du monde amateurs
- Amsterdam 1967
  -  Médaillé de bronze de la poursuite par équipes
- Varèse 1971
  -  Médaillé d'argent du demi-fond
- Saint-Sébastien 1973
  -  Médaillé d'argent du demi-fond
- Monteroni di Lecce 1976
  -  Médaillé de bronze du demi-fond
- San Cristobal 1977
  -  Médaillé de bronze du demi-fond
- Munich 1978
  -  Champion du monde de demi-fond
- Brno 1981
  -  Médaillé d'argent du demi-fond
- Leicester 1982
  -  Médaillé de bronze du demi-fond
- Zurich 1983
  -  Champion du monde de demi-fond

### Championnats d'Allemagne
- 1971
  -  Champion d'Allemagne de poursuite par équipes amateurs (avec Peter Vonhof, Günther Schumacher et Bernd Jaroszewicz)
- 1973
  -  Champion d'Allemagne de poursuite par équipes amateurs (avec Peter Vonhof, Michael Becker et Friedhelm Klenner)
- 1974
  -  Champion d'Allemagne de poursuite par équipes amateurs (avec Peter Vonhof, Michael Becker et Algis Oleknavicius)

## Palmarès sur route
- 1972
  -  Champion d'Allemagne du contre-la-montre par équipes amateurs
- 1974
  -  Champion d'Allemagne du contre-la-montre par équipes amateurs
- 1975
  - 3e du Berliner Etappenfahrt
- 1976
  - 2e du championnnat d'Allemagne de la montagne amateurs
- 1977
  - Berliner Etappenfahrt
- 1982
  - 2e du Berliner Etappenfahrt